# Juncus macrandrus
Juncus macrandrus là một loài thực vật có hoa trong họ Juncaceae. Loài này được Coville mô tả khoa học đầu tiên năm 1923.

## Hình ảnh

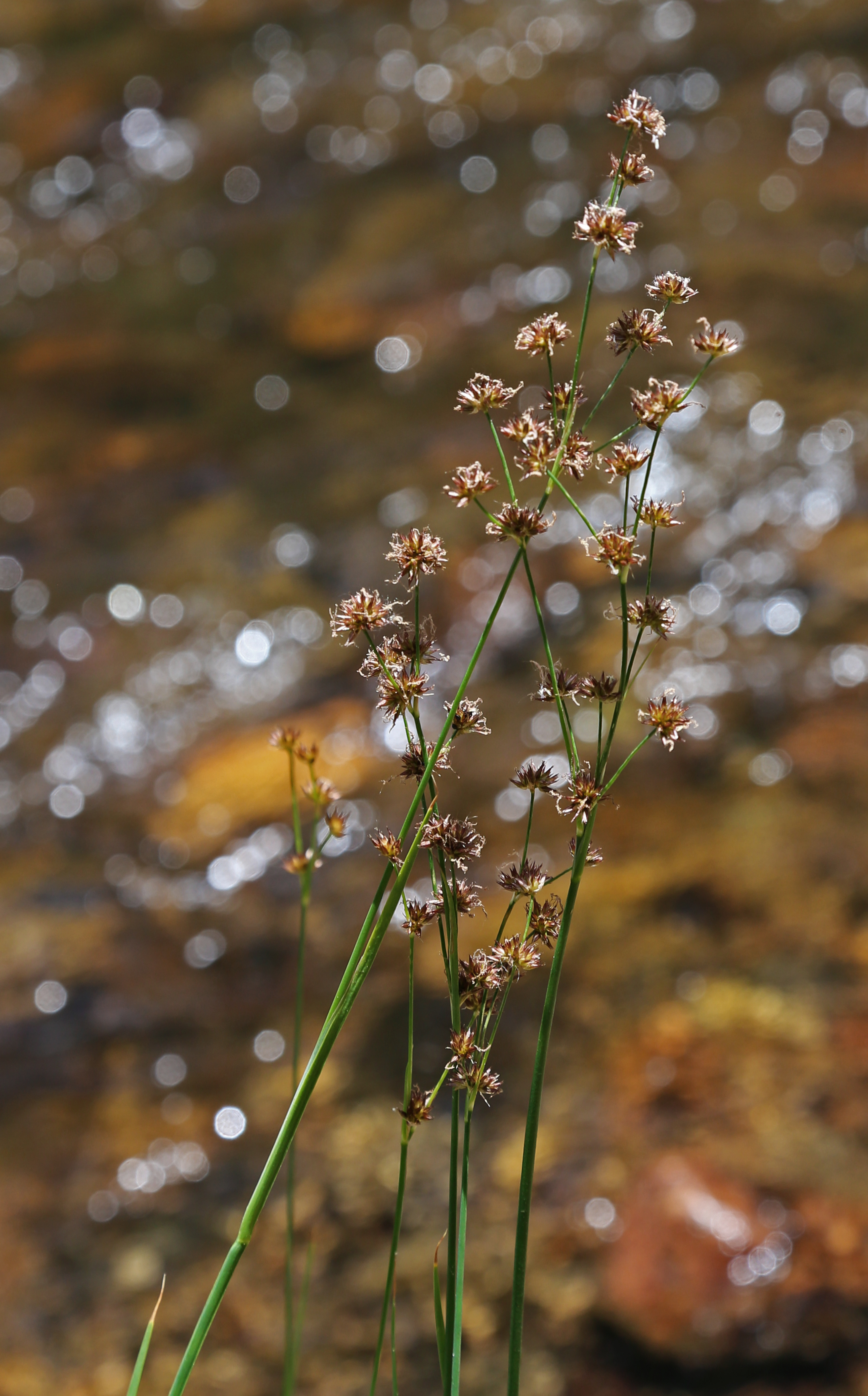